# Haussee (Seefeld-Löhme)
Der Haussee, auch Löhmer Haussee genannt, ist ein ca. 44 Hektar umfassender See in der brandenburgischen Stadt Werneuchen, wenige Kilometer nordöstlich von Berlin.
Er liegt im Regionalpark Barnimer Feldmark.

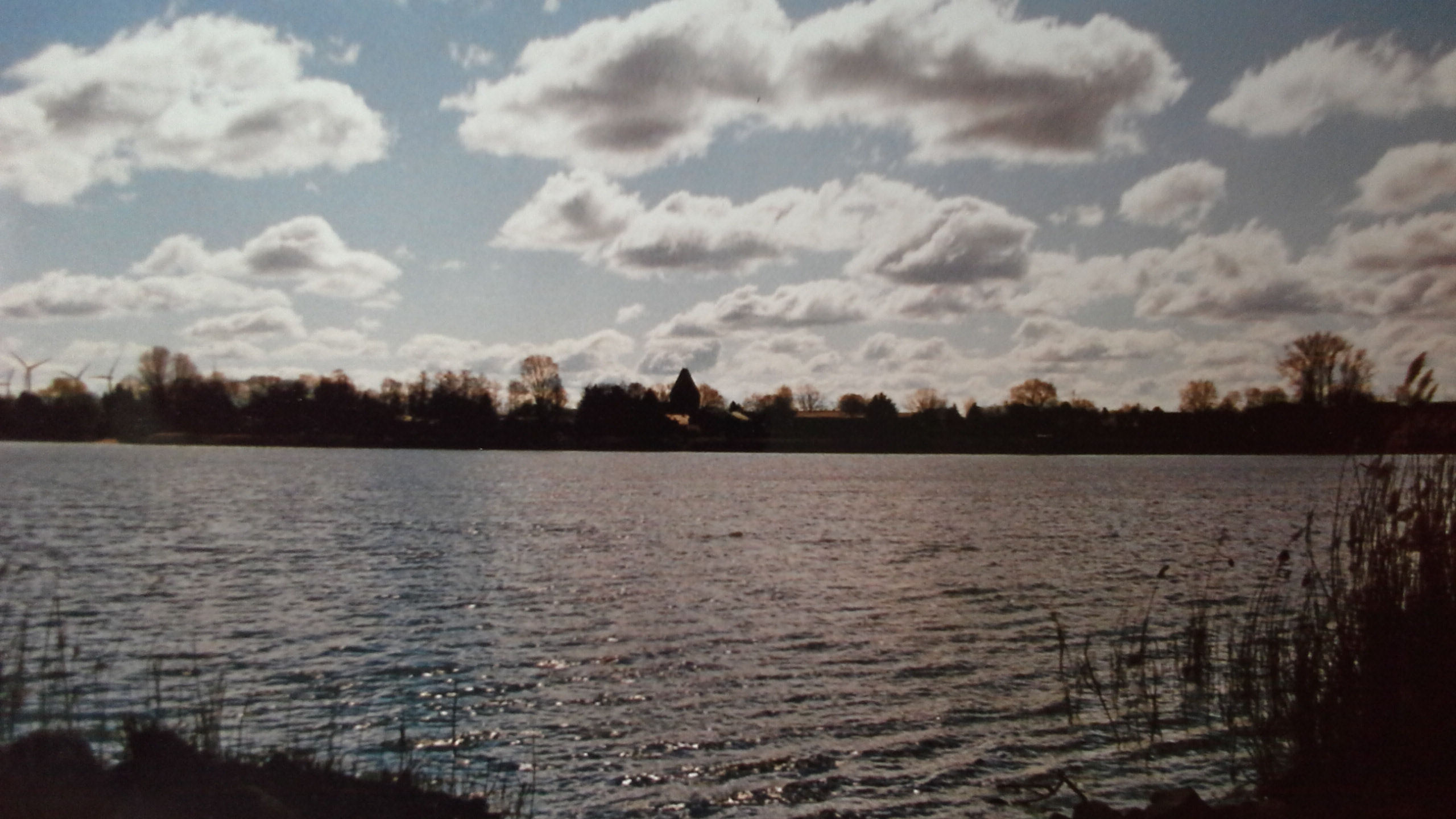
Haussee vom Nordufer

Der See liegt zwischen den Ortsteilen Löhme am Nordufer und Seefeld am Südufer. Die ungefähre Ausdehnung in Nord-Süd-Richtung beträgt 560 Meter, in Ost-West-Richtung 1,9 Kilometer. Der See ist zwischen 3 und 6 Meter tief. Im westlichen Teil befindet sich eine 20 ha große Flachwasserzone. Der See wird allein von Regenwasser gespeist. Die Höhe seines Wasserspiegels ist deshalb saisonalen Schwankungen von bis zu 50 cm unterworfen. Abfließendes Wasser gerät über den Krummenseer Haussee und den Krummen See in die Erpe.
Der Haussee verfügt über eine eingezäunte Liegewiese an der Ostseite, mehrere kleine Badestrände auf der Löhmer Seite und eine Badestelle in Seefeld. In den Sommern 2018 bis 2020 kam es zu einer erhöhten Belastung des Seewassers durch Blaualgen. Ein ca. 5 km langer Rundweg ist als Naturpfad ausgewiesen. Dort sind Informationstafeln angebracht, die über die Besonderheiten der Flora und Fauna informieren.

## Flora und Fauna
Der See weist einen guten Bestand an Hechten, Barschen und Zander auf. In den westlichen Uferbereichen weist der See einen breiten Schilfgürtel aus, im nordwestlichen Bereich der Schilfgesellschaften wurden Brutvogelkolonien seltener Arten nachgewiesen.